# Mănăstirea Sopoćani
Mănăstirea Sopoćani (în sârbă Манастир Сопоћани, cu alfabetul latin: Manastir Sopoćani) este un lăcaș de cult din Serbia, monument istoric înscris pe lista UNESCO a patrimoniului universal. Edificiul se află înscris, de asemenea, în itinerariul european Transromanica.